# К
К, к（称呼为 ка, ka）是一个广泛用在斯拉夫语言的西里尔字母，由希腊字母 Κ 演变而成。

## 字母的次序
在俄语、白俄罗斯语、塞尔维亚语字母中排第12位，在乌克兰语字母中排第15位，在保加利亚语字母中排第11位，在马其顿语字母中排第13位。

## 音值
通常为 /k/(不送氣/plain)，在腭化元音前代表 /kʲ/。

## 字符编码
| 字符编码 | Unicode | ISO 8859-5 | KOI-8 | GB 2312 | HKSCS |
| -------- | ------- | ---------- | ----- | ------- | ----- |
| 大写 К   | U+041A  | BA         | EB    | A7AC    | C7FE  |
| 小写 к   | U+043A  | DA         | CB    | A7DC    | C860  |

## 参看
- K k（拉丁字母）
- Κ κ（希腊字母）